# خدمه پرواز

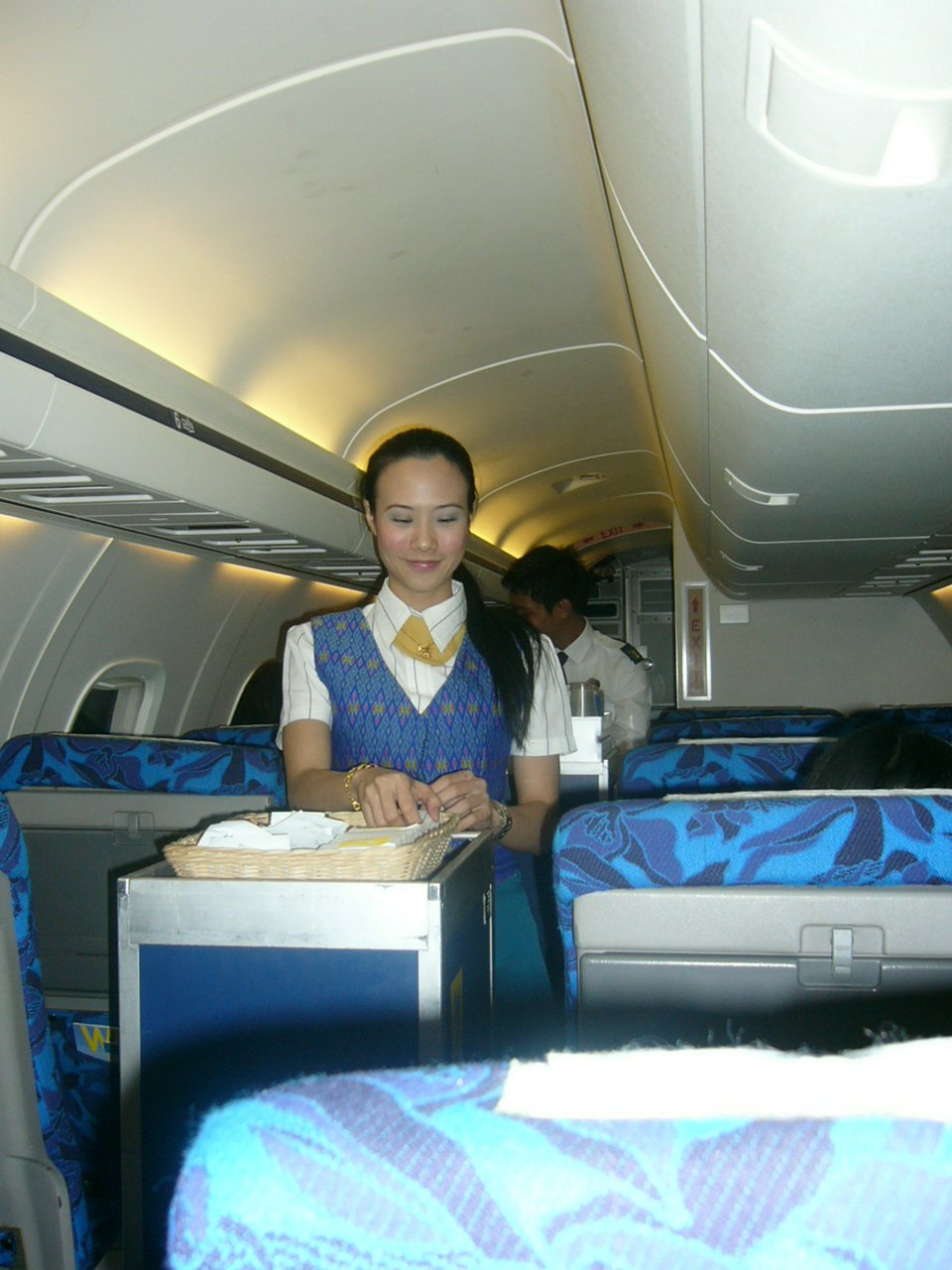
خدمه پرواز. یک مهماندار در حال سرویس دهی به مسافران در هواپیما

به گروه گواهینامه‌دار اتاقک خلبان که مسئولیت اصلی عملیات پروازی هواگَرد را بر عهده دارند خدمه پرواز یا کادر پرواز (به انگلیسی: flight crew) می‌گویند.
خدمهٔ هوایی (به انگلیسی: aircrew) گروه پروازی هر هواگَرد شامل خلبان و مهندس پرواز و مهمانداران و سایر خدمه است.
هرکدام از خدمهٔ هوایی بر اساس وظایف از پیش تعیین شده، مسئول راه‌اندازی و بهره‌برداری از بخشی از تجهیزات (نظامی/غیرنظامی) هواپیما یا تأمین نیازهای مسافران پرواز یا سایر خدمه هستند.
| فهرست مشاغل مختلف خدمه هوایی |                  |
| هواگرد نظامی                 | هواگرد غیرنظامی  |
| خلبان                        | سرخلبان          |
| بی‌سیم‌چی                      | خلبان ۱          |
| ناوبر                        | خلبان ۲          |
| تیربارچی هواپیما             | خلبان ۳          |
| مسئول بمباران                | مهندس پرواز      |
| افسر پرواز                   | مهماندار هواپیما |
| مأمور بارگیری                | مأمور بارگیری    |
| مهندس پرواز                  | گارد پرواز       |